# Consiglio regionale della Linguadoca-Rossiglione
Il Consiglio regionale della Linguadoca-Rossiglione (in francese Conseil régional du Languedoc-Roussillon) è stata l'assemblea deliberativa della regione francese della Linguadoca-Rossiglione fino al 31 dicembre 2015, in seguito all'accorpamento della regione con il Midi-Pirenei per formare la nuova regione Occitania.
È composto da 43 membri e ha sede nell'hôtel de région situato a Montpellier, nell'edificio costruito nel 1988 da Ricardo Bofill, sulla riva del Lez.
Il suo ultimo presidente è stato Damien Alary (PS), eletto il 29 settembre 2014.